# 傑克·斯泰西
傑克·威廉·斯泰西（英語：Jack William Stacey；1996年4月6日—）是一位英格蘭足球運動員。在場上的位置是中場。現效力於英冠球會诺维奇城，曾效力於盧頓。

## 俱樂部生涯

### 伯恩茅斯
斯泰西於2019年7月8日與英超俱樂部般尼茅夫簽下了為期四年的合約，具體費用未公開。

### 諾維奇城
斯泰西於2023年5月31日與英冠球會诺维奇城簽訂了為期三年的合約。
2025年4月，斯泰西因其在諾維奇城社區體育基金會的志願工作而被英冠頒獎典禮授予英冠社區賽季最佳球員稱號。

## 榮譽

### 球會
盧頓
- 英格蘭足球甲級聯賽冠軍：2018-19賽季[7]

### 個人
- 盧頓賽季最佳球員：2018-19賽季[8]

## 外部連結
- Jack Stacey profile at Reading F.C.
- 傑克·斯泰西的X（前Twitter）
- 足球数据库：傑克·斯泰西的球员统计数据
- Soccerway資料庫：傑克·斯泰西